# Gare de Gièvres
Gare de Gièvres vasútállomás Franciaországban, Gièvres településen.

## Vasútvonalak
Az állomást az alábbi vasútvonalak érintik:
- Vierzon–Saint-Pierre-des-Corps-vasútvonal
- Le Blanc–Argent-sur-Sauldre-vasútvonal

## Kapcsolódó állomások
A vasútállomáshoz az alábbi állomások vannak a legközelebb:
- Gare de Villefranche-sur-Cher (Gare de Vierzon-Ville, Vierzon–Saint-Pierre-des-Corps-vasútvonal)
- Gare de Selles-sur-Cher (Gare de Saint-Pierre-des-Corps, Vierzon–Saint-Pierre-des-Corps-vasútvonal)
- Gare de Chabris
- Gare de Pruniers